# Georg Marischka

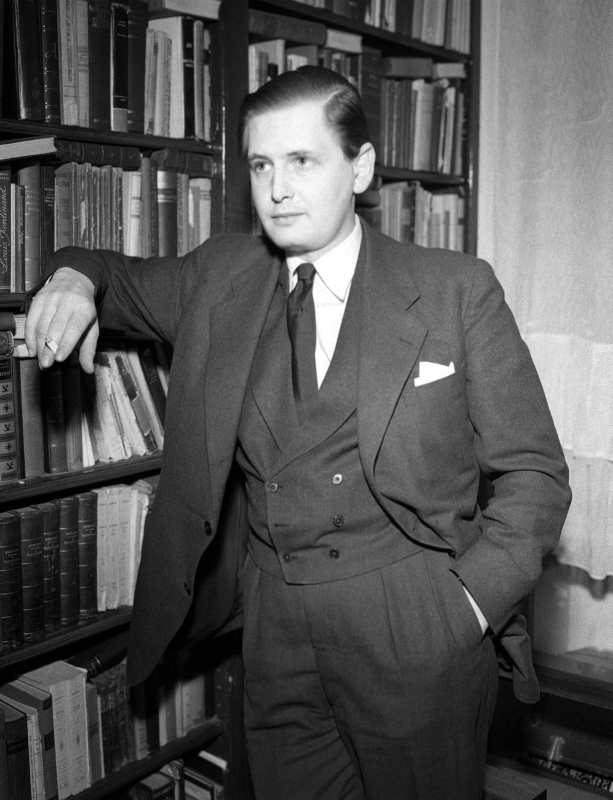
Georg Marischka, 1953

Georg Marischka (* 29. Juni 1922 in Wien; † 9. August 1999 in München) war ein österreichischer Regisseur, Schauspieler und Drehbuchautor bei Film und Fernsehen.

## Leben
Er war der Sohn des Schauspielers, Sängers, Regisseurs  und Drehbuchautors Hubert Marischka und dessen zweiter Ehefrau, der Kostümbildnerin Lilian „Lilly“ Karczag, Tochter des Theaterdirektors Wilhelm Karczag. Sein Halbbruder Franz Marischka und sein Onkel Ernst Marischka waren ebenfalls beim Film tätig.
Da seine Mutter nur als „Halbjüdin“ galt und er selbst somit nur als „Vierteljude“, war er nach dem „Anschluss Österreichs“ weniger von den Nürnberger Gesetzen betroffen als sein Halbbruder Franz, der als „Halbjude“ klassifiziert wurde. Von 1943 bis Ende des Krieges saß er wegen „öffentlicher Herabsetzung nationaler Belange“ in Gestapo-Haft. Von seinem Vater für tot gehalten, tauchte Marischka nach Kriegsende in einem französischen Gefangenenlager in Chartres auf.

## Karriere

### Regisseur
Seine erste Arbeit beim Film war die Regie-Assistenz bei Willi Forsts 1942 erschienenem Film Wiener Blut. Erst 1949 folgte seine zweite Regie-Assistenz, diesmal bei Gustav Ucickys Der Seelenbräu. Im Jahr 1950 wirkte er erstmals an einem Drehbuch mit für den damaligen Skandalfilm Die Sünderin von Willi Forst. Er debütierte 1951 als Regisseur mit dem Film Der fidele Bauer. Ein früher Karrierehöhepunkt entstand in der Zusammenarbeit mit O. W. Fischer für die Filme Hanussen, Peter Voss, der Held des Tages und Mit Himbeergeist geht alles besser.
In den 1960er-Jahren kam jedoch seine Karriere schon fast zum Erliegen. Während der Welle der Karl-May-Filme dieser Zeit konnte Marischka, der als Karl-May-Experte galt, zwar an einigen Drehbüchern mitarbeiten, erhielt aber keinen Regieauftrag. Als es ihm nicht gelang, den Produzenten Artur Brauner zu gewinnen, produzierte er mit seinem Bruder Franz Das Vermächtnis des Inka selbst und übernahm die Regie. Das aufwändige Projekt geriet jedoch zu einem Misserfolg.

### Schauspieler
Ende der 1960er-Jahre kehrte er dann als schwergewichtiger Schauspieler zum Film zurück. In deutschen wie in internationalen Produktionen spielte er oft hartherzige, taffe Geschäftsleute oder hohe Chargen von Wirtschaft, Polizei und Justiz.
In den 1990er-Jahren war er in zwei durchgehenden Serienrollen präsent: In Der Bergdoktor als Xaver Zirngiebel und als Bürgermeister und Sägewerksbesitzer Franz (später Georg) Walzinger in Forsthaus Falkenau. Außerdem hatte er mehrere Gastauftritte in den verschiedensten TV-Serien wie Ein Schloß am Wörthersee, SOKO 5113, Jörg Preda berichtet (mit Pinkas Braun), Paul Temple (mit Francis Matthews und Ros Drinkwater) u. a.
Als Charakterdarsteller war er 1984 in einer Nebenrolle in Eine blassblaue Frauenschrift von Axel Corti (nach der Novelle von Franz Werfel) zu sehen, wo er einen hinterhältig-verlogenen Beamten des Wiener Unterrichtsministeriums verkörperte.

## Familie
Marischka hatte drei Kinder: Aus der Ehe mit Ingeborg Schöner gingen zwei Töchter – Radio-Moderatorin Juliette Marischka und Schauspielerin Nicole Marischka – hervor. Aus der Beziehung mit Schauspielerin Evelin Bey stammt Tochter Carolin, die bis Mitte der 1990er Jahre ebenfalls als Schauspielerin tätig war.

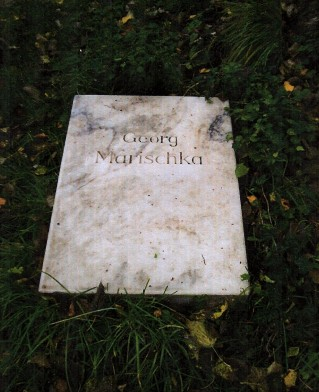
Grabstätte von Georg Marischka

Georg Marischkas Grab befindet sich auf dem Nordfriedhof in München (Grab Nr. 115-U-18).

## Filmografie

### Kino

#### Regie-Assistent
- 1942: Wiener Blut (Regie: Willi Forst)
- 1949: Der Seelenbräu (Regie: Gustav Ucicky)
- 1951: Die Sünderin
- 1952: Im weißen Rößl (Regie: Willi Forst)

#### Regisseur
- 1951: Der fidele Bauer
- 1953: Einmal keine Sorgen haben
- 1955: Hanussen (Co-Regie: O. W. Fischer)
- 1958: Die Sklavenkarawane (Co-Regie: Ramón Torrado)
- 1959: Peter Voss, der Held des Tages
- 1960: Mit Himbeergeist geht alles besser
- 1961: Es muss nicht immer Kaviar sein (nicht genannt, Regie: Géza von Radványi)
- 1961: Diesmal muß es Kaviar sein (nicht genannt, Regie: Géza von Radványi)
- 1962: Axel Munthe – Der Arzt von San Michele (Regie begonnen, beendet wurde der Film von Giorgio Capitani und Rudolf Jugert)
- 1965: Das Vermächtnis des Inka

#### Schauspieler (Auswahl)
- 1972: Fremde Stadt
- 1972: Strohfeuer (Regie: Volker Schlöndorff)
- 1974: Spiel im Morgengrauen (La dernière carte)
- 1974: Die Akte Odessa (The Odessa File)
- 1975: Das ganz große Ding (La baby sitter)
- 1975: Quartett Bestial
- 1976: Der Gute und die Bösen
- 1976: Lieb Vaterland magst ruhig sein
- 1978: The Boys from Brazil
- 1983: Am Ufer der Dämmerung
- 1984: Annas Mutter
- 1984: Die Story
- 1985: Das Wunder
- 1988: Zärtliche Chaoten II
- 1989: Der Rosengarten
- 1991: Cerro Torre: Schrei aus Stein
- 1992: Schtonk!
- 1993: Der Fall Lucona
- 1993: Grüß Gott, Genosse

#### Drehbuchautor
- 1951: Die Sünderin (Regie: Willi Forst)
- 1953: Einmal keine Sorgen haben
- 1958: Die Sklavenkarawane
- 1959: Ein Sommer, den man nie vergißt (Regie: Werner Jacobs)
- 1964: Der Schut (Regie: Robert Siodmak)
- 1965: Der Schatz der Azteken (Regie: Robert Siodmak)
- 1965: Die Pyramide des Sonnengottes (Regie: Robert Siodmak)
- 1965: Das Vermächtnis des Inka

### Fernsehen

#### Regisseur (Auswahl)
- 1962: Streichquartett
- 1963: Das tödliche Patent
- 1967: Hulla di Bulla
- 1969: Doppelagent George Blake
- 1971: Gestrickte Spuren (Zweiteiliger Kriminalfilm)
- 1972: Plonk
- 1975: Zwei Finger einer Hand
- 1979: Tatort – Ende der Vorstellung

#### Schauspieler (Auswahl)
- 1969: Ende eines Leichtgewichts (Regie: Michael Kehlmann)
- 1971: Paul Temple - Seltsame Faschingsspiele (Regie: Viktors Retelis) (Fernsehserie)
- 1974: Die großen Detektive (Fernsehserie)
- 1974: Härte 10 (Serie) (Regie: Gordon Flemyng)
- 1974: Das Blaue Palais – Der Verräter (Regie: Rainer Erler) (Fernsehserie)
- 1975: Paul Gauguin (Regie: Roger Pigaut) (Fernsehserie)
- 1975: Les grands détectives (Fernsehserie)
- 1976: Die 21 Stunden von München  (Regie: William A. Graham)
- 1979: Tatort – Ende der Vorstellung
- 1979: Das Ding
- 1980: Tatort – Spiel mit Karten (Regie: Wolf Dietrich)
- 1981: Mein Freund, der Scheich (Regie: Rainer Erler)
- 1981: Wie der Mond über Feuer und Blut – Das erste Regierungsjahr Maria Theresias  (Regie: Axel Corti)
- 1982: Wohin und zurück – An uns glaubt Gott nicht mehr – Ferry oder Wie es war (Regie: Axel Corti)
- 1983: Der Trotzkopf (Fernsehserie)
- 1983: Monaco Franze – Der ewige Stenz (Fernsehserie) (Regie: Helmut Dietl, Franz Geiger)
- 1984: Eine blaßblaue Frauenschrift (Regie: Axel Corti)
- 1985: Via Mala (Mehrteiler) (Regie: Tom Toelle)
- 1985: Die Krimistunde (Fernsehserie, Folge 16, Episode: "Beehren Sie uns bald wieder?")
- 1986: Schloßherren (Serie) (Regie: Reinhard Schwabenitzky)
- 1986: Kir Royal (Regie: Helmut Dietl)
- 1986: Rette mich, wer kann (Fernsehserie) (Regie: Franz Geiger)
- 1988: Der Vorhang fällt (Regie: Walter Davy)
- 1988: Ein naheliegender Mord (Regie: Oliver Storz)
- 1988: Ein Denkmal wird erschossen (Regie: Thomas Engel)
- 1988: Der Zug (Regie: Damiano Damiani)
- 1989: Reporter (Fernsehserie)
- 1989: Die schnelle Gerdi (Regie: Michael Verhoeven) (Fernsehserie)
- 1989–99: Forsthaus Falkenau (Fernsehserie)
- 1991: Der Fahnder - Ausermittelt (Fernsehserie)
- 1992–98: Der Bergdoktor (Fernsehserie)
- 1992: Tücken des Alltags (Fernsehserie)
- 1993: Mein Freund, der Lipizzaner (Regie: Franz Antel)
- 1996: Willi und die Windzors (Regie: Hape Kerkeling)
- 1999: Dr. Stefan Frank – Der Arzt, dem die Frauen vertrauen - Aus heiterem Himmel (Fernsehserie)
- 2000: Der Elefant in meinem Bett (Regie: Mark Schlichter)
- 2000: Die Verbrechen des Professor Capellari: Das Traumhaus (Regie: Klaus Emmerich)

#### Drehbuchautor (Auswahl)
- 1972: Plonk